# إدارة تنظيف هامبورغ
إدارة تنظيف هامبورغ هي المؤسسة الرئيسية المسؤولة عن إدارة النفايات في ولاية هامبورغ. تقدم خدمات متكاملة لجمع وفرز النفايات من المنازل والمؤسسات. يعمل بها حوالي 3000 موظف، وتقدم خدمات شاملة للقطاعين العام والخاص، وتقوم بجمع النفايات المنزلية العادية، والنفايات العضوية، والنفايات المنزلية الصلبة لنحو 900,000 منزل. تأسست الإدارة كهيئة عامة ذات طابع قانوني في عام 1994.

## أنشطة وعروض إدارة تنظيف مدينة هامبورغ

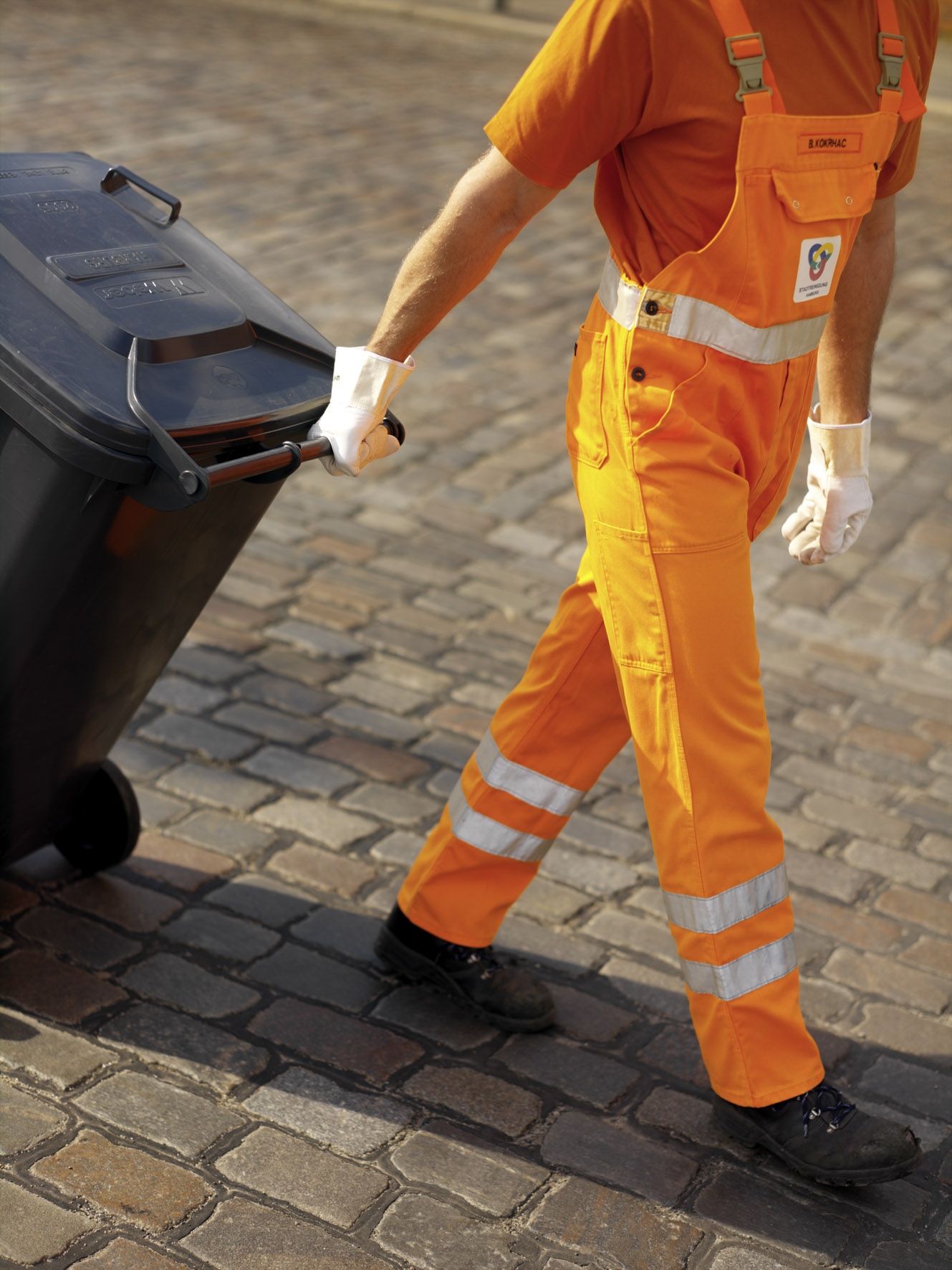
عامل نظافة في المدينة أثناء العمل

تقدم الإدارة محاضرات وعروض توضيحية في مراكز إعادة التدوير أو في محطة حرق النفايات السابقة في منطقة شتيلينغر مور.